# Шахіст (газета)
«Шахі́ст» — шахова газета, виходила у Києві в період з 5 жовтня 1936 до 28 лютого 1939 тричі на місяць. Перша в історії шахова газета українською мовою. Загалом друге (після «64») в історії Радянського Союзу шахове видання. Орган Комітету в справах фізкультури і спорту при Раднаркомі УРСР. Всього вийшов 81 номер.
У створенні номерів брали участь також шахісти Москви, Ленінграда та багатьох республік СРСР. Також видання публікувало матеріали, присвячені шашкам.